# Massenbergtunnel
Der Massenbergtunnel ist ein doppelröhriger Autobahntunnel in der Steiermark auf der Semmering Schnellstraße (S6) zwischen den Anschlussstellen Leoben Ost und Leoben West. Er unterfährt den Massenberg.

## Geschichte
Der 400 m lange Massenbergtunnel wurde am 17. Juli 1965 als Teil der Südumfahrung Leoben dem Verkehr übergeben. Dieser damals einröhrig geführte Tunnel war ein Teil des gefährlichsten Abschnitts der berüchtigten Gastarbeiterroute. Das Südportal galt als besonders gefährlich, da in seiner unmittelbaren Nähe drei Fahrstreifen zu zwei zusammengeführt werden mussten. In dem Bereich passierten schwerste Zusammenstöße. Das Kuratorium für Verkehrssicherheit machte bereits 1971 auf diese unhaltbaren Zustände aufmerksam und forderte den Bau einer zweiten Tunnelröhre. Diese wurde aber erst 1987 im Zuge des Ausbaus der S6 errichtet.
Der Massenbergtunnel wurde von 2009 bis 2010 im Rahmen der Sanierung der gesamten „Tunnelkette Bruck“ generalüberholt. Die Weströhre Richtung St. Michael bekam eine neue Innenschale mit reflektierendem, leicht abwaschbarem Weißpigmentbeton.